# Жанаталап (Актюбинская область)
Жанаталап (каз. Жаңаталап, до 1997 г. — Астрахановка) — село в Хобдинском районе Актюбинской области Казахстана. Административный центр Жанаталапского сельского округа. Код КАТО — 154245100.

## Население
В 1999 году население села составляло 872 человека (420 мужчин и 452 женщины). По данным переписи 2009 года, в селе проживали 492 человека (250 мужчин и 242 женщины).

## Уроженцы
- И. М. Пятковский — участник ВОВ, Герой Советского Союза

Поповский Александр Сергеевич - поэт, член Союза писателей России, лауреат Литературной премии Уральского федерального округа и Всероссийской литературной премии имени поэта-фронтовика В.Т. Станцева